# Lycorea
Lycorea is een geslacht van dagvlinders uit de familie Nymphalidae.

## Soorten
- Lycorea halia - (Hübner, 1816)
- Lycorea ilione - (Cramer, [1775])
- Lycorea pasinuntia - (Stoll, [1780])
- Lycorea cleobaea - (Godart, 1819)
- Lycorea ceres - (Cramer, 1776)
- Lycorea pieteri - Lamas, 1978
- Lycorea eva - Lycorea eva